# Moho de Kauai
El moho de Kauai, ʻōʻō de Kauaʻi (o ʻōʻōʻāʻā en hawaià) (Moho braccatus), és una espècie extinta d'ocell passeriforme de la família Mohoidae. Era endèmica de l'illa de Kaua'i, a l'arxipèlag de Hawaii.
Era comú als boscos subtropicals de l'illa fins a principis del segle xx, quan va començar el seu declivi. Es va veure per última vegada el 1985 i es va sentir per darrera vegada el 1987. Les causes de la seva extinció inclouen la introducció de depredadors (com la rata polinèsia (Rattus exulans), la petita mangosta índia (Herpestes edwardsii) i el porc domèstic (Sus scrofa domestica)), les malalties transmeses pels mosquits i la destrucció de l'hàbitat.
Era el darrer membre supervivent dels Mohoidae, que s'havien originat fa més de 15-20 milions d'anys, durant el Miocè, i l'extinció de l'ʻōʻō de Kauaʻi va marcar l'única extinció de tota una família d'aus en els temps moderns («moderns» significa posteriors al 1500 dC).

## Etimologia
Els nadius de Hawaii van anomenar a l'au« ʻōʻō ʻāʻā», de la paraula hawaiana «ʻōʻō», un descriptor onomatopeic del so de la seva crida, i «ʻāʻā», que significa «nan».

## Distribució i hàbitat
Era comú als boscos subtropicals de l'illa fins al segle xx quan va començar el seu declivi. El seu cant es va sentir per última vegada el 1987 i des de llavors ha estat declarada extinta. Les causes de la seva extinció són la introducció de la rata negra (Rattus rattus), el porc domèstic i els mosquits portadors de malalties aviars (com malària aviària (Plasmodium relictum), i la verola aviària, (Poxvirus avium)), així com la destrucció del seu hàbitat.

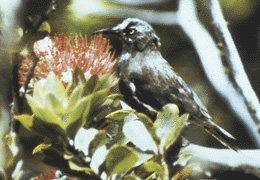
L'últim registre sonor que es té d'un moho de Kauai va correspondre a un mascle, i seria recopilat pel Laboratori d'Ornitologia de la Universitat de Cornell; aquest va consistir en una crida d'aparellament, dirigida a una femella que mai no acudiria. L'exemplar va morir el 1987
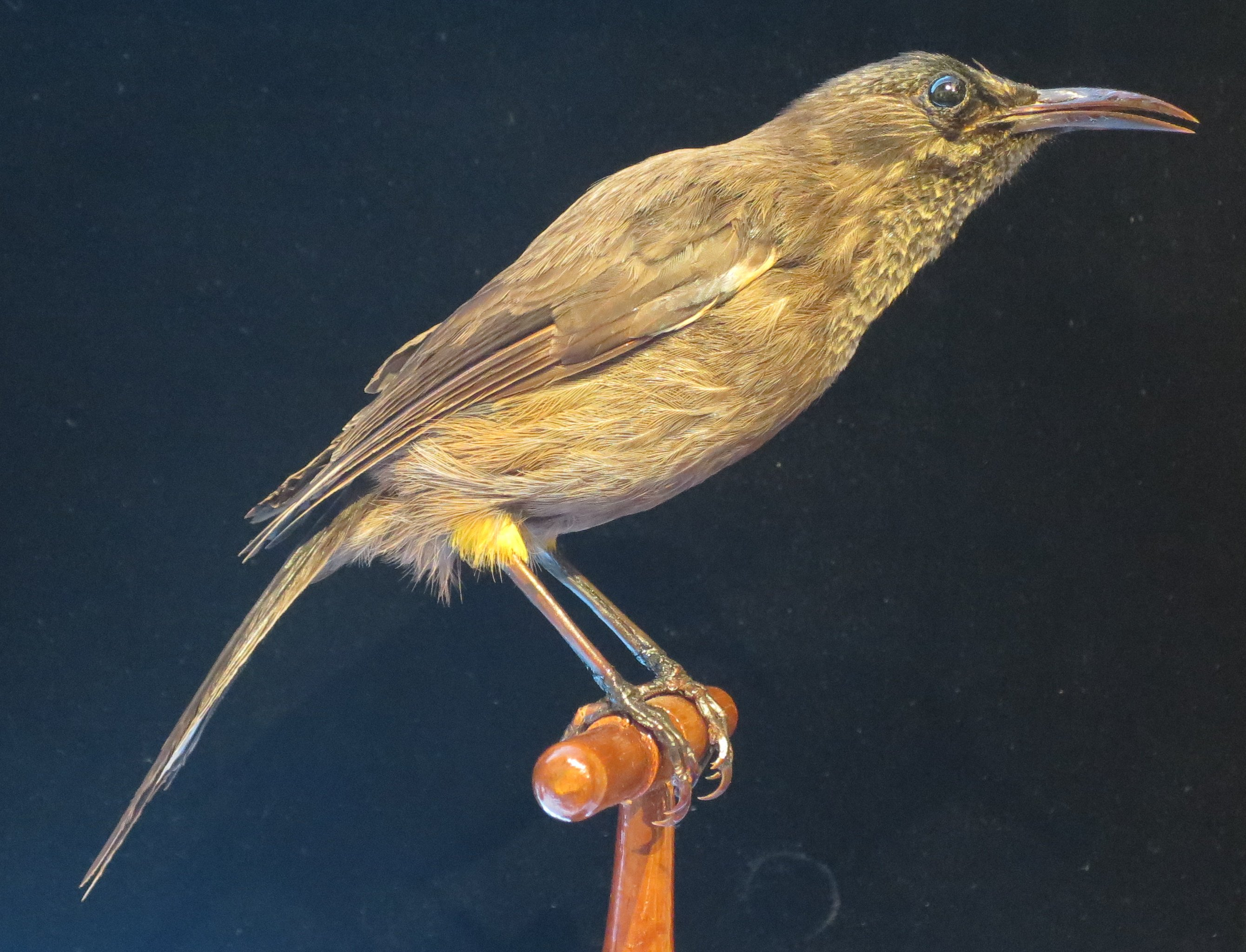
Espècimen conservat al Bishop Museum, Honolulu

## Descripció
Aquest ocell estava entre els més petits dels ʻōʻō hawaians, si no l'espècie més petita, amb poc més de 20 centímetres de longitud.
El cap, les ales i la cua eren negres. La resta de les parts superiors de color marró pissarrós, que es torna vermellòs a la gropa i els flancs. La gola i el pit són negres amb un barrat blanc, que eren particularment prominent a les femelles. Les plomes centrals de la cua eren llargues i hi havia un petit floc de plomes grises sota la base de l'ala. Mentre que el bec i les potes eren negres, les plomes de les potes eren d'un groc intens daurat. Era l'únic conegut que tenia ulls amb iris groc. Igual que altres melers, tenia un bec esmolat i lleugerament corbat per prendre mostres de nèctar. Les seves fonts de nèctar favorites eren les espècies de Lobelia i l'arbre ʻohiʻa lehua (Metrosideros polymorpha). També es va observar aquesta espècie farrejant en arbres de lapalapa (Cheirodendron platyphyllum). També menjava petits invertebrats i fruita. El ʻōʻō de Kauaʻi era molt vocal, emetent crides buides, erràtiques i aflautades. Tant els mascles com les femelles eren coneguts pel seu cant.

## Extinció
L'ocell niava en cavitats als canons densament boscosos de Kauaʻi. Tots els seus parents també s'han extingit, com el Moho nobilis, el Moho bishopi, i el Moho apicalis. Se sap relativament poc sobre aquests ocells extints. L'espècie es va extingir a causa d'una gran varietat de problemes, com les malalties transmeses per mosquits (que van fer que l'espècie es retirés a terrenys més elevats, retirant-se en última instància als boscos de muntanyes de gran altitud a la Reserva Natural d'Alakaʻi), la introducció de depredadors mamífers i la desforestació.
Els boscos de més altitud no tenen cavitats als arbres, per la qual cosa es poden fer pocs nius, si és que n'hi ha algun. A principis de la dècada del 1960, s'estimava que la població d'aquest ocell era d'uns 34 individus vius. A la dècada del 1970, l'única imatge coneguda de l'au va ser filmada per John L. Sincock en una pel·lícula Super-8 i també es van fer diversos enregistraments de cants (sent Harold Douglas Pratt, Jr. una de les persones que va participar en l'enregistrament dels cants). En 1981, es va trobar una parella.
El cop final van ser dos huracans, Iwa i Iniki, que van arribar amb deu anys de diferència. Van destruir molts dels arbres vells amb cavitats i van impedir el creixement dels arbres quan va arribar el segon i va provocar la desaparició de l'espècie. Com a resultat, el darrer ocell femella va desaparèixer (probablement morta per l'huracà Iwa). L'ocell mascle va ser vist per última vegada el 1985, i l'últim enregistrament sonor va ser realitzat el 1987 per David Boynton.
Després de les fallides expedicions de 1989 i l'huracà Iniki de 1992, la espècie va ser declarada extingida per la Unió Internacional per a la Conservació de la Natura (UICN) el 2000. Alguns encara creuen que l'espècie pot sobreviure sense ser detectada, ja que l'espècie ja havia estat proclamada extinta en dues ocasions: una a la dècada del 1940 (posteriorment redescoberta el 1960) i una altra des de finals de la dècada del 1960 fins a principis de la dècada del 1970, sent redescoberta pel biòleg de fauna salvatge John Sincock.
Malgrat això, té una crida sorollosa i distintiva, i els estudis intensius que es van dur a terme entre 1989 i 2000 no han assolit trobat cap des de 1987.